# Карлогани (Валча)
Карлогани (рум. Cârlogani) насеље је у Румунији у округу Валча у општини Балчешти. Oпштина се налази на надморској висини од 213 m.

## Становништво
Према подацима из 2002. године у насељу је живело 353 становника, од којих су сви румунске националности.